# Frans Hubert Edouard Arthur Walter Robyns

Frans Hubert Edouard Arthur Walter Robyns  (signava Walter Robyns) (25 de maig de 1901 - 27 de desembre de 1986) va ser un botànic belga, i director honorari del Jardí Botànic Nacional de Bèlgica.
De 1912 a 1918 estudia humanitats en el "Petit Séminaire de Saint-Trond". Ja en aquesta època s'apassiona per la Botànica, i forma un herbari amb la flora de la regió, amb més de 300 espècimens.
Realitza dues perllongades estades en el Reial Jardí Botànic de Kew, viatges per Àfrica central, investigant, identificant i classificant molts grups d'espècies tropicals africanes, especialment de Rubiaceae, Poaceae, i lleguminoses, sent després Director del Jardí Botànic Nacional de Bèlgica, de 1932 a 1966, on va organitzar la seva transferència des de Brussel·les a Bouchout Domain a Meise.
Va ser iniciador de la sèrie monogràfica de la flora d'Àfrica central, encara avui continuada Flore d'Afrique centrale; i va esser un dels fundadors de la "International Association for Plant Taxonomy".

## Algunes publicacions
- 1929. Flore agrostologique du Congo Belge et du Ruanda-Urundi. Ed. Goemaere. 2 vols. il. 54 planchas
- 1931. Les espèces congolaises du genre Digitaria Haller Ed. G. van Campenhout. 52 pp. 6 planchas : il.
- 1932. Les espèces congolaises du genre Panicum L. Ed. Hayez. 66 pp. 5 planchas : il.
- 1936. Contribution à l'étude des formations herbeuses du district forestier central du Congo belge : essai de phytogéographie et de phytosociologie. Ed. G. van Campenhout. 151 pp. 15 planchas: il.
- Robyns, W; SH Lamb. 1939. Preliminary Ecological Survey of the Island of Hawaii'. Ed. Bulletin XV/3 du Jardin Botanique, Bruselas
- Flore Des Spermatophytes Du Parc National Albert Vol. II. Sympétales. Ed. Institut des Parcs Nationaux du Congo Belge. 627 pp.
- 1948. Les Territoires Biogeographiques Du Parc National Albert. Ed. Klindts
- 1958.  Flore Du Congo Belge Et Du Ruanda-Urundi. Spermatophytes. Ed. I.N.É.A.C. 67 pp.